# Jiterní Ves
Jiterní Ves (též zvaná Požerov) je vesnička, část obce Jílovice v okrese České Budějovice v Jihočeském kraji, poblíž Třeboně a Borovan. V roce 2011 zde trvale žilo sedm obyvatel.

## Historie
První písemná zmínka o vesnici pochází z roku 1841.
Od roku 1905 zde působil hasičský sbor.

## Obyvatelstvo
| Rok            | 1869 | 1880 | 1890 | 1900 | 1910 | 1921 | 1930 | 1950 | 1961 | 1970 | 1980 | 1991 | 2001 | 2011 | 2021 |
| -------------- | ---- | ---- | ---- | ---- | ---- | ---- | ---- | ---- | ---- | ---- | ---- | ---- | ---- | ---- | ---- |
| Počet obyvatel | 114  | 82   | 82   | 137  | 107  | 83   | 101  | 32   | 42   | 32   | 19   | 9    | 5    | 7    | 11   |
| Počet domů     | 12   | 12   | 11   | 11   | 12   | 12   | 14   | 14   | 14   | 9    | 8    | 12   | 14   | 16   | 15   |

## Obecní správa
Při sčítání lidu v letech 1850–1881 Jiterní Ves byla osadou obce Hrachoviště v okrese Třeboň. V letech 1881–1950 byla osadou obce Kramolín v okrese Třeboň. Od 21. května 1950 do 31. března 1976 byla osadou obce Šalmanovice, se kterým patřila nejprve do okresu Trhové Sviny, ale od roku 1960 v okrese České Budějovice. Od 1. dubna 1976 je částí obce Jílovice v okrese České Budějovice.